# Araeopus inermis
Araeopus inermis är en insektsart som först beskrevs av Ribaut 1934.  Araeopus inermis ingår i släktet Araeopus och familjen sporrstritar. Inga underarter finns listade i Catalogue of Life.